# آپارتمان (مجموعه تلویزیونی)
آپارتمان نام یک مجموعهٔ تلویزیونی به کارگردانی اصغر هاشمی و نویسندگی فرهاد توحیدی است که طی سال‌های ۱۳۷۲–۱۳۷۱ تولید و از شبکه ۱ پخش گردید. این مجموعه تلویزیونی همچنین از شبکه آی‌فیلم بازپخش شده‌است.

## خلاصه داستان
یک پزشک و یک پرستار، علاوه بر آنکه در یک بیمارستان همکار هستند، در یک مجتمع مسکونی در همسایگی هم زندگی می‌کنند و اندکی بعد، تصمیم می‌گیرند با یکدیگر ازدواج کنند. در شب عروسی، داماد در مراسم حاضر نمی‌شود و این موضوع، علاوه بر نگرانی و اضطراب، زمینه‌ساز بروز اختلاف و سوءتفاهم میان دو خانواده نیز می‌گردد. مشکلات به وجود آمده، بهانه‌ای برای نزدیک شدن به روابط خانوادگی سایر ساکنان مجتمع مسکونی و همسایگان می‌شود. در سیر موازی ماجراها، وقایع مجزا و طنزآمیزی از روابط افراد و خانواده‌های ساکن در مجتمع به تصویر کشیده می‌شود. در پایان، پرده از دلیل واقعیِ غیبتِ ناگهانیِ پزشک، برداشته می‌شود و ازدواج به خوبی و خوشی انجام می‌شود.